# Ilha Korsis

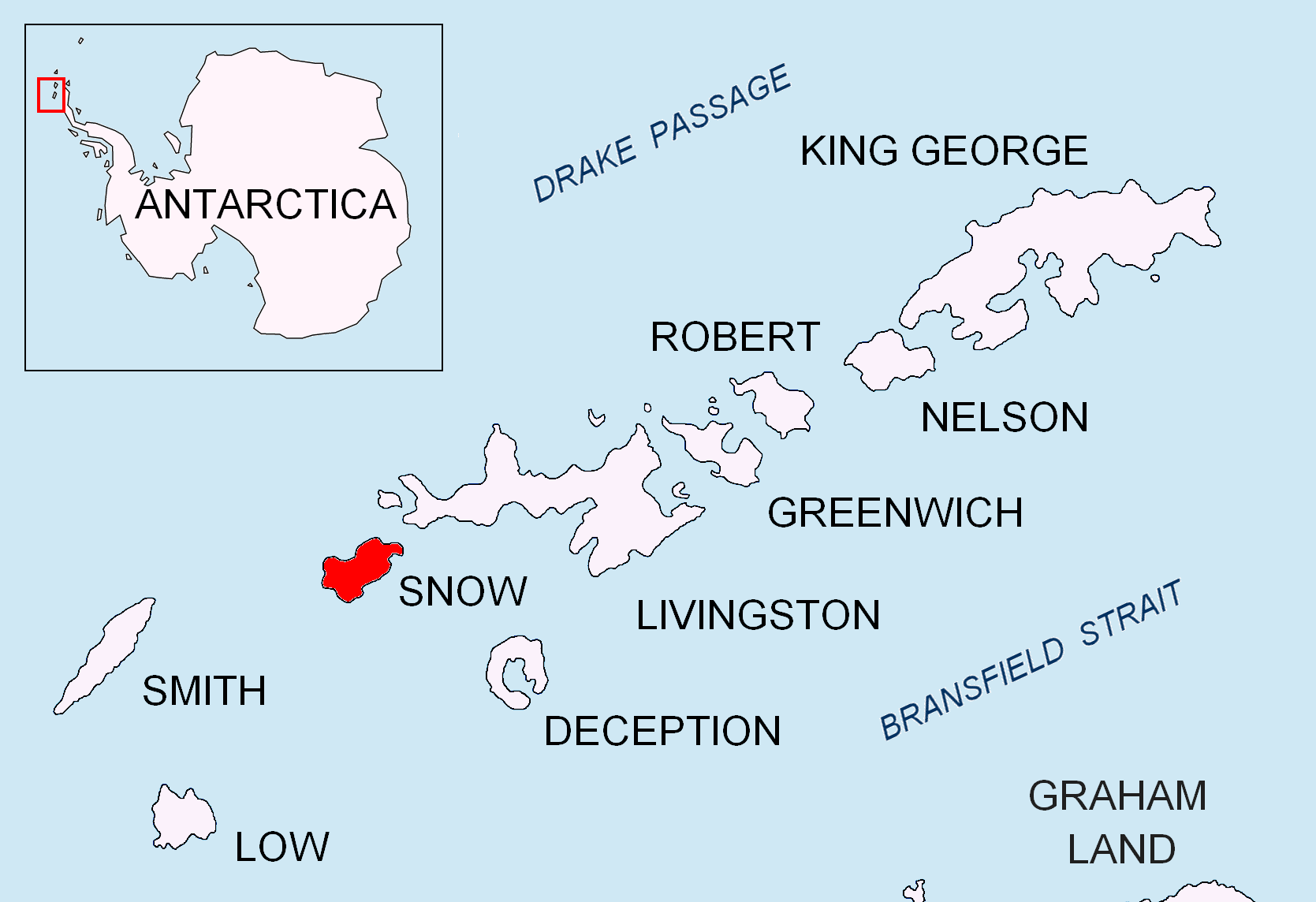
Localização da Ilha Snow nas Ilhas Chetland do Sul

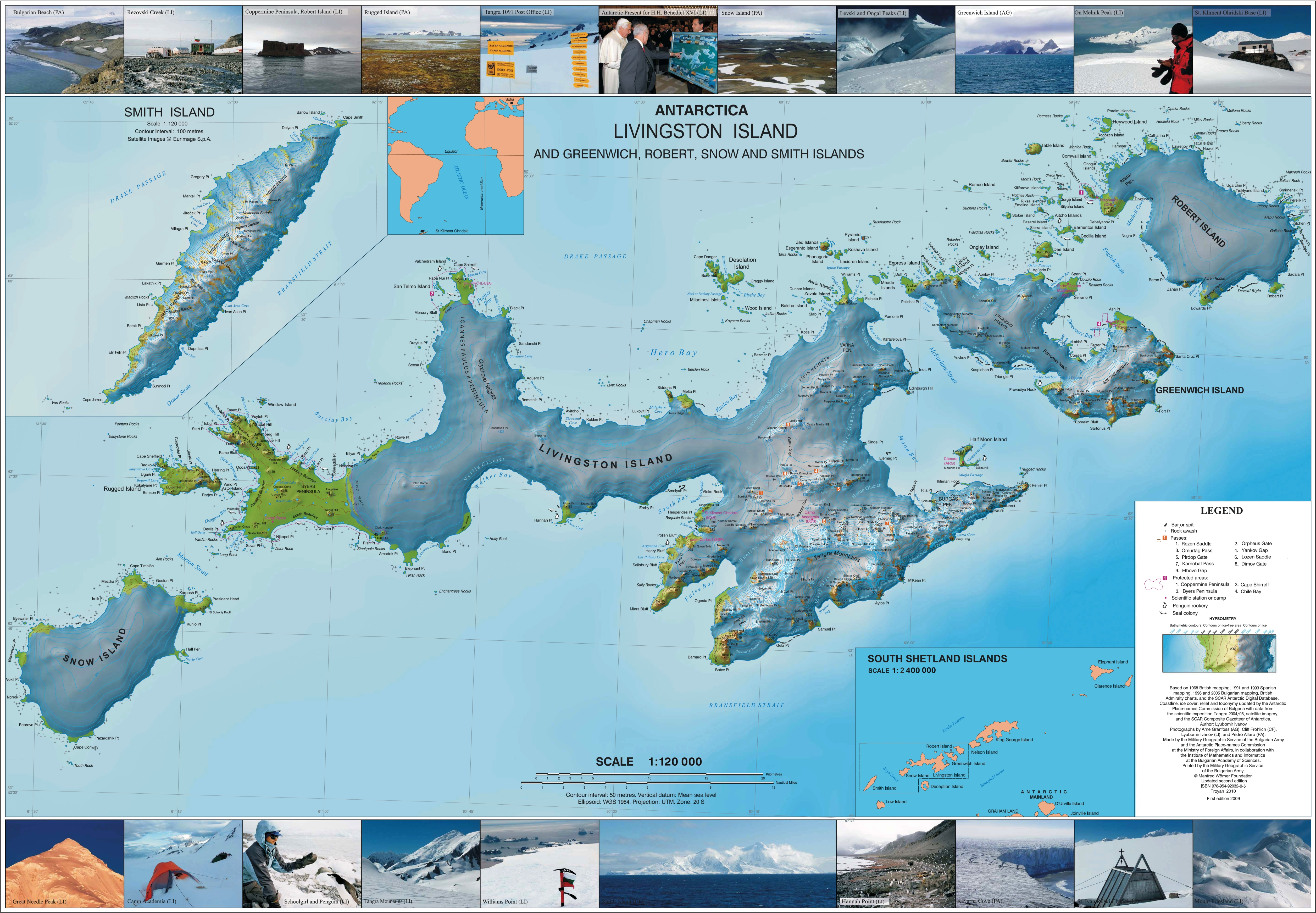
Mapa topográfico das ilhas Livinston, Greenwich, Robert, Snow e Smith

Ilha Korsis ( em búlgaro:  остров Корсис, IPA:  ) é uma ilha rochosa situada a 150   m na costa noroeste da Ilha Snow, nas Ilhas Shetland do Sul, Antártica . Estende-se 300   m na direção sudeste-noroeste e 180   m de largura. A ilha recebeu o nome do comandante militar búlgaro Korsis, no século IX.

## Localização
Korsis Island está localizado no 62° 44′ 49,5″ S, 61° 29′ 44″ O.

## Mapas
- LL Ivanov. Antártica: Ilhas Livinston,Greenwich, Robert, Snow e Smith . Escala 1: 120000 mapa topográfico. Troyan: Fundação Manfred Wörner, 2009.
- Banco de dados digital antártico (ADD). Escala 1: 250000 mapa topográfico da Antártica. Comitê Científico de Pesquisa Antártica (SCAR). Desde 1993, regularmente atualizado e atualizado